# جودي باتريك
جودي باتريك (بالإنجليزية: Jody Patrick) (و. 1978  م) هي لاعبة كرة الريشة كندية، ولدت في كالغاري، شاركت في كرة الريشة في دورة ألعاب الكومنولث 1998 – سيدات فردي ‏، و1997 Spanish International Badminton Championships – mixed doubles ‏، و2002 Miami PanAm International Badminton Championships – women's singles ‏، و2003 Miami PanAm International Badminton Championships – women's singles ‏، و2003 Miami PanAm International Badminton Championships – mixed doubles ‏، وبطولة بيرو الدولية لكرة الريشة 2004 – زوجي مختلط، و2005 Pan American Badminton Championships – mixed doubles ‏، وبطولة بيرو الدولية لكرة الريشة 1999 – فردي سيدات، وتنس الريشة في أولمبياد 2004 – مختلط زوجي ‏، وبطولة العالم لكرة الريشة 2005 – مختلط زوجي ‏، و2005 Miami PanAm International Badminton Championships – mixed doubles ‏.

## روابط خارجية
- جودي باتريك على موقع BWF.tournamentsoftware.com (الإنجليزية)
- جودي باتريك على موقع BWFbadminton.com (الإنجليزية)
- جودي باتريك على موقع أوليمبيديا (الإنجليزية)
- جودي باتريك على موقع اللجنة الأولمبية الكندية (الإنجليزية)
- جودي باتريك على موقع اتحاد ألعاب الكومنولث (مؤرشف) (الإنجليزية)